# Triplonchida
Triplonchida  (лат.) — отряд мелких круглых червей из класса Enoplea.

## Описание
Наземные нематоды (Diphtherophoridae и Trichodoridae), питаются в корнях растений, некоторые переносят патогенные вирусы табака, перца и гороха и имеют экономическое значение в сельском хозяйстве (Trichodorus Cobb, 1913 и Paratrichodorus Siddiqi, 1974).
Кутикула от слабого до умеренного кольцеобразная, иногда отделена от остального тела и образует оболочку. Боковая дифференциация кутикулы отсутствует. Поры тела и эпидермальные железы присутствуют только в некоторых родах. Обычно развита соматическая сенсилла.
Среди представителей другой группы (Tripylida), включаемой в Triplonchida есть хищники и всеядные, детритофаги, потребители бактерий и водорослей, пресноводные формы, встречающиеся вплоть до Байкала и Антарктиды (например, Eutobrilus antarcticus Tsalolikhin, 1981), морские формы в семействах Pandolaimidae, Rhabdodemaniidae и Triodontolaimidae (с единственным видом Triodontolaimus acutus (Villot, 1875) de Man, 1893) . Плотность населения некоторых форм из семейств Tobrylidae и Tripylidae достигает тысяч на 1 м².

## Систематика
Существуют разные трактовки отряда. 
В узком таксономическом объёме включает только 2 семейства, 8 родов и около 150 видов (2011; все остальные близкие группы иногда выделяют в отдельный отряд Tripylida):
- Подотряд Diphtherophorina Coomans & Loof, 1970
  - Надсемейство Diphtherophoroidea Thorne, 1935 (Clark, 1961)
    - Семейство Diphtherophoridae Thorne, 1935 (3 рода, 50 видов)

  - Надсемейство Trichodoroidea Clark, 1961 (Siddiqi, 1974)
    - Семейство Trichodoridae Clark, 1961 (5 родов, 99 видов)

В широком таксономическом объёме включает до 4 надсемейств (подотрядов), 11 семейств, 53 рода и 441 вид (вместе с Tripylida).
- Подотряд Diphtherophorina 
  - Надсемейство Diphtherophoroidea
    - Семейство Diphtherophoridae (3 рода, 51 вид)
    - Семейство Trichodoridae (7, 90)
- Подотряд Tobrilina 
  - Надсемейство Prismatolaimoidea
    - Семейство Prismatolaimidae (2, 28)

  - Надсемейство Tobriloidea
    - Семейство Pandolaimidae (1, 1)
    - Семейство Rhabdodemaniidae (4, 25)
    - Семейство Tobrilidae[5] (15, 137)
    - Семейство Triodontolaimidae (1, 1)
- Подотряд Triplonchida incertae sedis
  -     - Семейство Bastianiidae (2, 10)
    - Семейство Odontolaimidae (1, 4)
- Подотряд Tripylina[6] (или отряд Tripylida Siddiqi, 1983, включая Prismatolaimoidea, Tobriloidea и Tripyloidea, Bastianiidae и Odontolaimidae[1]). 
  - Надсемейство Tripyloidea
    - Семейство Onchulidae (8, 22)
    - Семейство Tripylidae[5] (9, 72)